# Territorios de la Unión

Actuales territorios de la unión:
A. Islas Andamán y Nicobar.
B. Chandigarh.
C. Dadra y Nagar Haveli y Damán y Diu.
D. Jammu y Cachemira.
E. Laquedivas.
F. Delhi.
G. Puducherry.
H. Ladakh.

Los territorios de la unión son un tipo de división administrativa de la India. Al contrario que los estados, que tienen su propio gobierno local, los territorios de la unión están gobernados directamente por el gobierno central desde la capital federal. Desde el año 2020 estos territorios son ocho. Antes de que se crearan los territorios de la Unión, Delhi se convirtió en Territorio Capital Nacional en 1991.
Los territorios de la Unión son:
- Jammu y Cachemira
- Ladakh
- Islas Andamán y Nicobar
- Chandigarh
- Dadra y Nagar Haveli y Damán y Diu
- Laquedivas
- Puducherry